# Musée du football sud-américain
Le musée du football sud-américain (en espagnol : « museo del Fútbol Sudamericano »), ou musée de la CONMEBOL, est un musée situé à Luque.

## Situation et accès
Le musée est situé à Luque au Paraguay.